# 光岡MC-1EV
MC-1EV為光岡汽車所推出的原創作品電動車輛。

## 車輛歷史

### MC-1EV（1999年－至今）
1999年4月，微型車輛「MC-1T」，電動車輛「MC-1EV」開始發售。自此，正式踏入電動車輛的製造。修正「MC-1」不能承載物品的缺點，提高運輸的便利性。所以，此車輛也獲得一般家庭與運輸業者的好評。一經推出後，接連不斷有來自企業的大量訂貨，使得電動車輛的事業逐漸擴大。1999年度，總出貨台數是260台。2000年度，估計有2400台出貨。

## 車輛諸元
- 引擎（Engine）：電動機
- 最高馬力（Maximmum Power）：？
- 最大扭力（Maximum Torque）：？
- 變速系統（Transmission）：CVT
- 傳動型式（Drive system）：FF
- 懸吊系統（Suspension）：油壓式
- 煞車系統（Brakes）：？
- 車長（Overall Length）：1955mm
- 車寬（Overall Width）：1130mm
- 車高（Overall High）：1475mm
- 軸距（Wheel Base）：1310mm
- 車身重量（Vehicle weight）：270kg(48V)／320kg(72V)
- 輪胎尺寸（Tyre）：4.00-8-55J
- 車輛售價（Price）：￥635,250(48V開)／656,250(48V閉)／729,750(72V開)／761,250(72V閉)

## 相關車輛

### 攣生車輛
然而，正確說明「MC-1T」與「MC-1EV」起來，所有外觀完全相同。但是，卻以「MC-1T」為原型基礎，修改成電動車輛「MC-1EV」。
- MC-1T

### 延伸車輛
同時，另有「MC-1EV」的原型基礎「MC-1」。
- MC-1

## 外部連結
- 光岡自動車（页面存档备份，存于）
- MITSUOKA-MICROCAR.COM（页面存档备份，存于）